# Église Notre-Dame de Venasque
L'église Notre-Dame de Venasque est une église romane bâtie sur un rocher. Elle est reliée au Baptistère de Venasque par un bâtiment formant un couloir.

## Historique

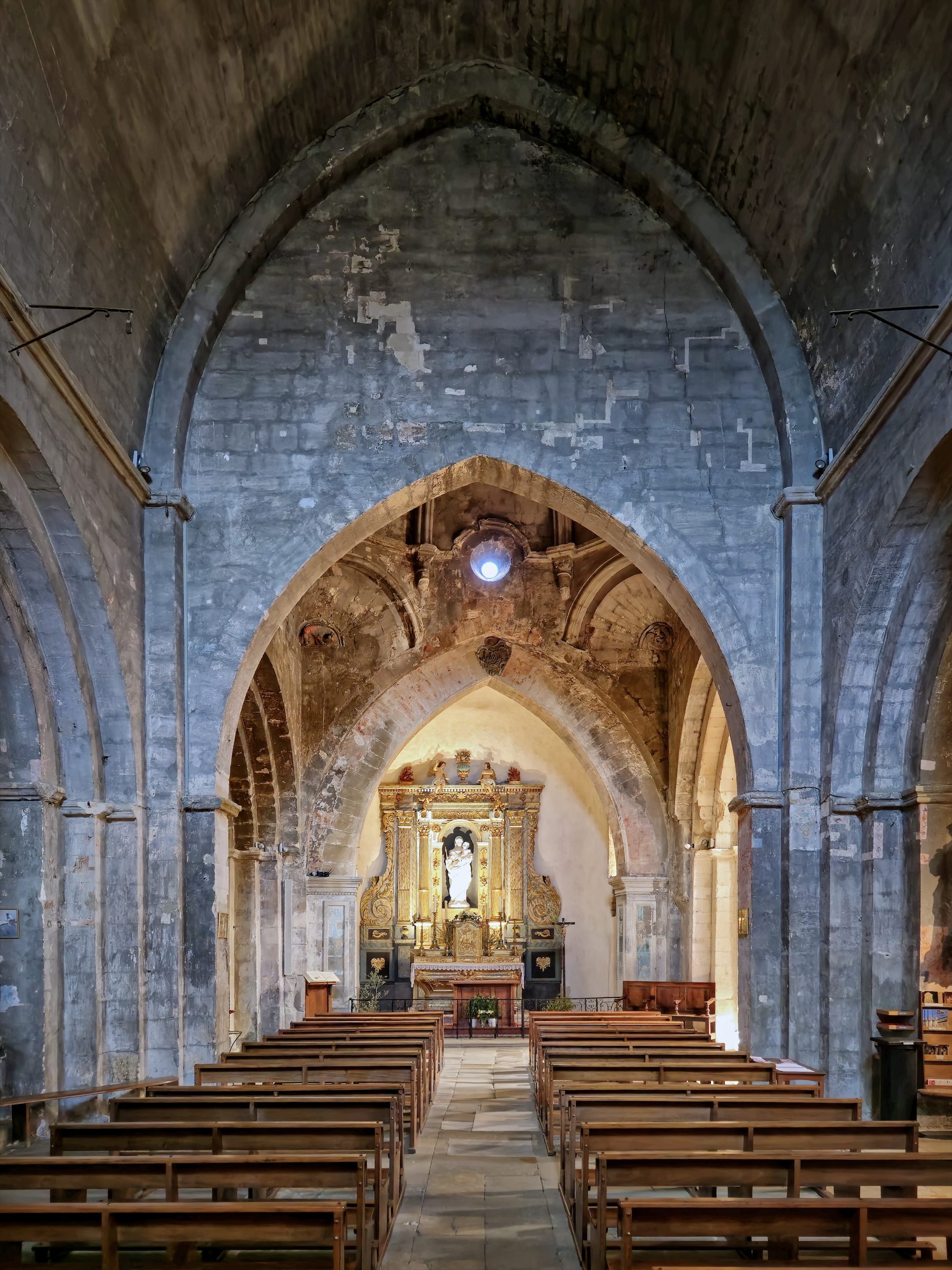
La nef

L'église actuelle date du XIIIe siècle, avec quelques réaménagement au XVIIe siècle et XVIIIe siècle. Il s'agirait d'une reconstruction, sur l'emplacement d'une ancienne église dédiée à Sainte-Marie, sur l'initiative de Saint Siffrein, évêque de Carpentras. La reconstruction est financée par un don de l'abbé de Montmajour au diocèse de Carpentras.
L'église fait l’objet d’un classement au titre des monuments historiques depuis le 30 mai 1906.